# Đô thị tại An Giang
Đô thị tại An Giang là những đô thị Việt Nam tại tỉnh An Giang, được các cơ quan nhà nước ở Việt Nam có thẩm quyền ra quyết định thành lập. Hiện tại An Giang có 5 loại đô thị với tổng số là 22 đô thị, gồm: 1 đô thị loại I, 1 đô thị loại II, 1 đô thị loại III, 7 đô thị loại IV và 12 đô thị loại V

## Lịch sử
Năm 1976, tỉnh An Giang chính thức được tái lập trở lại, ban đầu bao gồm 8 huyện: Châu Phú, Châu Thành, Chợ Mới, Huệ Đức, Phú Châu, Phú Tân, Tịnh Biên, Tri Tôn và 2 thị xã: Long Xuyên (tỉnh lỵ), Châu Đốc.
Ngày 11 tháng 3 năm 1977, Hội đồng Chính phủ ban hành Nghị quyết số 56-CP về việc hợp nhất một số huyện thuộc tỉnh An Giang như sau:
- Hợp nhất 2 huyện Huệ Đức và Châu Thành thành huyện Châu Thành
- Hợp nhất 2 huyện Tri Tôn và Tịnh Biên thành huyện Bảy Núi.

Ngày 23 tháng 8 năm 1979, Hội đồng Chính phủ ban hành Nghị quyết số 300-CP về việc phân vạch địa giới một số huyện và thị xã thuộc tỉnh An Giang như sau:
- Chia huyện Bảy Núi thành 2 huyện: Tri Tôn và Tịnh Biên
- Chia huyện Châu Thành thành 2 huyện: Châu Thành và Thoại Sơn.

Ngày 13 tháng 11 năm 1991, huyện Phú Châu được chia thành 2 huyện: Tân Châu và An Phú.
Ngày 12 tháng 11 năm 1994, Thủ tướng Chính phủ ra Quyết định số 669/TTg về việc xác định ranh giới giữa hai tỉnh An Giang và Kiên Giang. Năm 1996, hoàn tất việc xác định ranh giới giữa tỉnh An Giang và các tỉnh lân cận.
Ngày 1 tháng 3 năm 1999, Chính phủ Việt Nam ban hành Nghị định số 09/1999/NĐ-CP về việc thành lập thành phố Long Xuyên thuộc tỉnh An Giang trên cơ sở toàn bộ diện tích và dân số của thị xã Long Xuyên trước đó.
Ngày 14 tháng 4 năm 2009, Thủ tướng Chính phủ ban hành Quyết định số 474/QĐ-TTg về việc công nhận thành phố Long Xuyên, tỉnh An Giang là đô thị loại II trực thuộc tỉnh An Giang.
Ngày 24 tháng 8 năm 2009, Chính phủ Việt Nam ban hành Nghị quyết số 40/NQ-CP về việc điều chỉnh địa giới hành chính xã thuộc huyện Tân Châu, huyện An Phú, huyện Phú Tân, thành lập thị xã Tân Châu, thành lập các phường thuộc thị xã Tân Châu, tỉnh An Giang.
Ngày 19 tháng 7 năm 2013, Chính phủ Việt Nam ban hành Nghị quyết số 86/NQ-CP về việc thành lập thành phố Châu Đốc thuộc tỉnh An Giang trên cơ sở toàn bộ 10.529,05 ha diện tích tự nhiên, 157.298 nhân khẩu và 7 đơn vị hành chính cấp xã của thị xã Châu Đốc trước đó.
Ngày 15 tháng 4 năm 2015, Thủ tướng Chính phủ ban hành Quyết định số 449/QĐ-TTg về việc công nhận thành phố Châu Đốc, tỉnh An Giang là đô thị loại II trực thuộc tỉnh An Giang.
Ngày 5 tháng 12 năm 2019, Bộ Xây dựng quyết định công nhận thị xã Tân Châu là đô thị loại III.
Ngày 23 tháng 7 năm 2020, Thủ tướng Chính phủ ban hành Quyết định số 1078/QĐ-TTg, công nhận thành phố Long Xuyên là đô thị loại I trực thuộc tỉnh An Giang.
Ngày 13 tháng 2 năm 2023, Ủy ban Thường vụ Quốc hội ban hành Nghị quyết số 721/NQ-UBTVQH15 (nghị quyết có hiệu lực từ ngày 10 tháng 4 năm 2023). Theo đó, thành lập thị xã Tịnh Biên thuộc tỉnh An Giang trên cơ sở toàn bộ diện tịch tự nhiên và dân số của huyện Tịnh Biên.

## Các đô thị
| STT | Tên đô thị           | Loại đô thị | Diện tích (km²) | Dân số (người) | Mật độ dân số (người/km²) | Vai trò | Số phường | Số xã | Số thị trấn | Hình ảnh   |
| --- | -------------------- | ----------- | --------------- | -------------- | ------------------------- | --- | --------- | ----- | ----------- | ---------- |
| 1   | Thành phố Long Xuyên | Loại I      | 115,36          | 286.140        | 2.480                     | Trung tâm chính trị, kinh tế, văn hóa, khoa học kỹ thuật, thành phố tỉnh lỵ của tỉnh An Giang, có vai trò quan trọng trong vùng ĐBSCL và cả nước | 10        | 2     |             | Long Xuyên |
| 2   | Thành phố Châu Đốc.  | Loại II     | 105,23          | 101.765        | 967                       | Châu Đốc được xem là cửa ngõ giao thương quan trọng của tỉnh An Giang và vùng Đồng bằng sông Cửu Long, là nơi tập trung hàng hóa giao thương với Vương quốc Campuchia | 5         | 2     |             | Châu đốc   |
| 3   | Thị xã Tân Châu      | Loại III    | 176,70          | 141.342        | 799                       | vị trí chiến lược trong phát triển kinh tế biên giới, là cửa ngõ giao thương quan trọng giữa Đồng bằng sông Cửu Long, Thành phố Hồ Chí Minh với Vương Quốc Campuchia và các nước ASEAN. | 5         | 9     |             |            |
| 4   | Thị xã Tịnh Biên     | Loại IV     | 354,59          | 143.098        | 403                       | Thị xã Tịnh Biên luôn chủ động phát huy và khai thác tiềm năng, lợi thế của địa phương, đó là khu kinh tế cửa khẩu là cửa ngõ quan trọng kết nối giao thương cho cả vùng Đồng bằng sông Cửu Long, là địa bàn trọng yếu, trung chuyển giao thông đường bộ kết nối các trung tâm thành phố lớn như thành phố Châu Đốc, Long Xuyên, | 7         | 7     |             |            |
| 5   | Thị trấn Núi Sập     | Loại IV     | 9,49            | 25.633         | 2.701                     | địa bàn trung tâm chính trị, kinh tế, văn hóa - xã hội của huyện Thoại Sơn |           |       |             |            |
| 6   | Thị trấn Phú Mỹ      | Loại IV     | 7,76            | 20.022         | 2.580                     | Trung tâm chính trị, kinh tế, văn hóa và xã hội của huyện Phú Tân |           |       | 1           |            |
| 7   | Thị trấn Chợ Mới     | Loại IV     | 3,07            | 11.318         | 3.687                     | Trung tâm chính trị, kinh tế, văn hóa và xã hội của huyện Chợ Mới |           |       | 1           |            |
| 8   | Thị trấn An Châu     | Loại IV     | 12,86           | 22.998         | 1.788                     | Trung tâm chính trị, kinh tế, văn hóa và xã hội của huyện Châu Thành |           |       | 1           |            |
| 9   | Thị trấn Cái Dầu     | Loại IV     | 6,37            | 16.958         | 2.662                     | Trung tâm chính trị, kinh tế, văn hóa và xã hội của huyện Châu Phú |           |       | 1           |            |

1. ↑  tỉnh/thành, Đổi mới tư duy, phương pháp quy hoạch đô thị-Tiềm năng (ngày 9 tháng 10 năm 2023). "Đổi mới tư duy, phương pháp quy hoạch đô thị". Đổi mới tư duy, phương pháp quy hoạch đô thị-Tiềm năng tỉnh/thành. Truy cập ngày 14 tháng 3 năm 2025.{{Chú thích web}}:  Quản lý CS1: nhiều tên: danh sách tác giả (liên kết)